# Тибони (Кјети)
Тибони (итал. Tiboni) је насеље у Италији у округу Кјети, региону Абруцо.
Према процени из 2011. у насељу је живело 108 становника. Насеље се налази на надморској висини од 188 м.